# Smerinthus kindermannii
Smerinthus kindermannii ist ein Schmetterling (Nachtfalter) aus der Familie der Schwärmer (Sphingidae).

## Merkmale
Die Falter erreichen eine Flügelspannweite von 70 bis 80 Millimetern. Männchen und Weibchen haben eine unterschiedliche Färbung (Sexualdimorphismus). Die Art sieht dem Abendpfauenauge (Smerinthus ocellatus) ähnlich, hat jedoch langgestrecktere Vorderflügel, deren Außenrand stark gezähnt ist. Ihre Musterung tritt deutlicher hervor und ist hellbraun oder gelbbraun gerandet. Die Hinterleibssegmente tragen jeweils weiße Fransen. Die Musterung der Tiere ist sehr wenig variabel, lediglich die erste Generation im Jahr hat eine blassere und hellere Färbung. Falter aus heißen, trockenen Lebensräumen sind rötlicher und blasser gefärbt, als die aus kühleren und feuchten Lebensräumen und werden als forma orbatus bezeichnet.
Die Eier sehen denen des Abendpfauenauges ähnlich. Die von Weibchen aus China sind deutlich größer als jene von Weibchen aus der Türkei, die eine ähnlich Größe aufweisen wie die Eier des Pappelschwärmers (Laothoe populi). Die Raupen erreichen eine Körperlänge von 55 bis 60 Millimetern und treten in einer grünen oder bläulich weißen Farbvariante auf. Auch sie sehen den Raupen des Abendpfauenauges ähnlich. Anders als bei diesen ist jedoch die grüne Farbvariante mit schrägen, gelben Seitenstreifen, die manchmal rot gerandet sind, häufiger. Die andere Farbvariante hat eine weiße Musterung. Ausgewachsene Raupen sind kürzer und deutlich schlanker als die der ähnlichen Art und haben ein kräftigeres, aber weniger aufgerichtetes Analhorn. Die Puppe ist 30 bis 37 Millimeter lang. Sie ist tief mahagonibraun gefärbt, ansonsten jedoch den Puppen des Abendpfauenauges ähnlich, mit dem Unterschied, dass sie kürzer und schlanker sind.

## Vorkommen
Die westliche Ausdehnung des Verbreitungsgebietes ist nicht vollständig erforscht, die Art ist jedoch im Norden der Türkei bis Istanbul und im Süden bis Konya nachgewiesen. Die Verbreitung erstreckt sich dann auf Zypern, den Kaukasus, Armenien, Syrien, den Libanon, Jordanien, Israel, den Nordirak, Jordanien, Israel und den Nordirak, sowie weiter östlich über Maschhad und Schiraz im Iran, Turkmenistan, Usbekistan, Kirgisistan, Kasachstan, das westliche Xinjiang in China, Tadschikistan und Nordost- und Ost-Afghanistan, bis südlich und östlich des Hindukusch, den Norden Pakistans und Kaschmir. Die Art kommt auch in Nord-, Zentral- und Südxinjiang und im westlichen Himalaya in Indien vor. Ein Individuum wurde auch in Kuwait nachgewiesen. Nachweise aus der Transbaikalregion in Russland sind Fehlbestimmungen und handeln sich um die braune Form von Callambulyx tatarinovii.
Die Art besiedelt lichte Wälder, Flussufer, Ausläufer von Plantagen und Oasen mit Bewuchs von Weiden. In Mesopotamien findet man die Art nahezu überall, wo Weiden wachsen. Ähnliche Lebensräume werden auch in Turkmenistan, Usbekistan und Tadschikistan besiedelt. Im Iran tritt die Art nur zwischen 1500 und 2000 Meter Seehöhe im Zagros- und Elburs-Gebirge auf.

## Lebensweise
Die Imagines schlüpfen häufig kurz vor oder während des Morgengrauens. Bei den Populationen aus Xinjiang wurde beobachtet, dass die Weibchen kurz darauf bereits damit beginnen, Männchen anzulocken und diese tagsüber, häufig sogar bis Mittag fliegen. Die Paarung erstreckt sich von wenigen Stunden bis hin zum Sonnenuntergang. Es wird vermutet, dass diese Lebensweise eine Anpassung an die sehr kalten Nächte des besiedelten Verbreitungsgebietes ist. Die Raupen haben eine ähnliche Lebensweise wie die des Abendpfauenauges. Die Verpuppung findet an der Basis der Nahrungspflanze oder häufiger in einiger Entfernung zu dieser unter einem Grasbüschel, zwei bis drei Zentimeter tief in der Erde in einer Kammer statt. Die Puppe überwintert.

### Flug- und Raupenzeiten
Die Art fliegt in größerer Höhe sowie im Nordiran und der Nordtürkei in einer Generation von Mai bis Juni. Im Libanon fliegt sie in zwei sich überschneidenden Generationen von Anfang Juni bis Mitte September. In Mesopotamien, dem Zentraliran, Turkmenistan, Usbekistan und Tadschikistan fliegt sie in drei voneinander getrennten Generationen im März/April, Mai/Juni und August/September. In Xinjiang in China treten in den meisten Jahren zwei Generationen auf, die im Mai und Juli/August fliegen. Lediglich in Jahren mit Kälte im späten Frühjahr fliegt nur eine Generation ab Juni oder sogar Juli. Die Raupen treten je nach besiedeltem Verbreitungsgebiet und der Höhenlage zwischen April und Oktober auf. Parasitoide, die die Art befallen, sind nicht bekannt.

### Nahrung der Raupen
Die Raupen ernähren sich hauptsächlich von Weiden (Salix), seltener auch von Pappeln (Populus). Es wird auch berichtet, dass sie an Äpfeln (Malus) fressen.

## Belege